# Stockholmshems plusenergihus

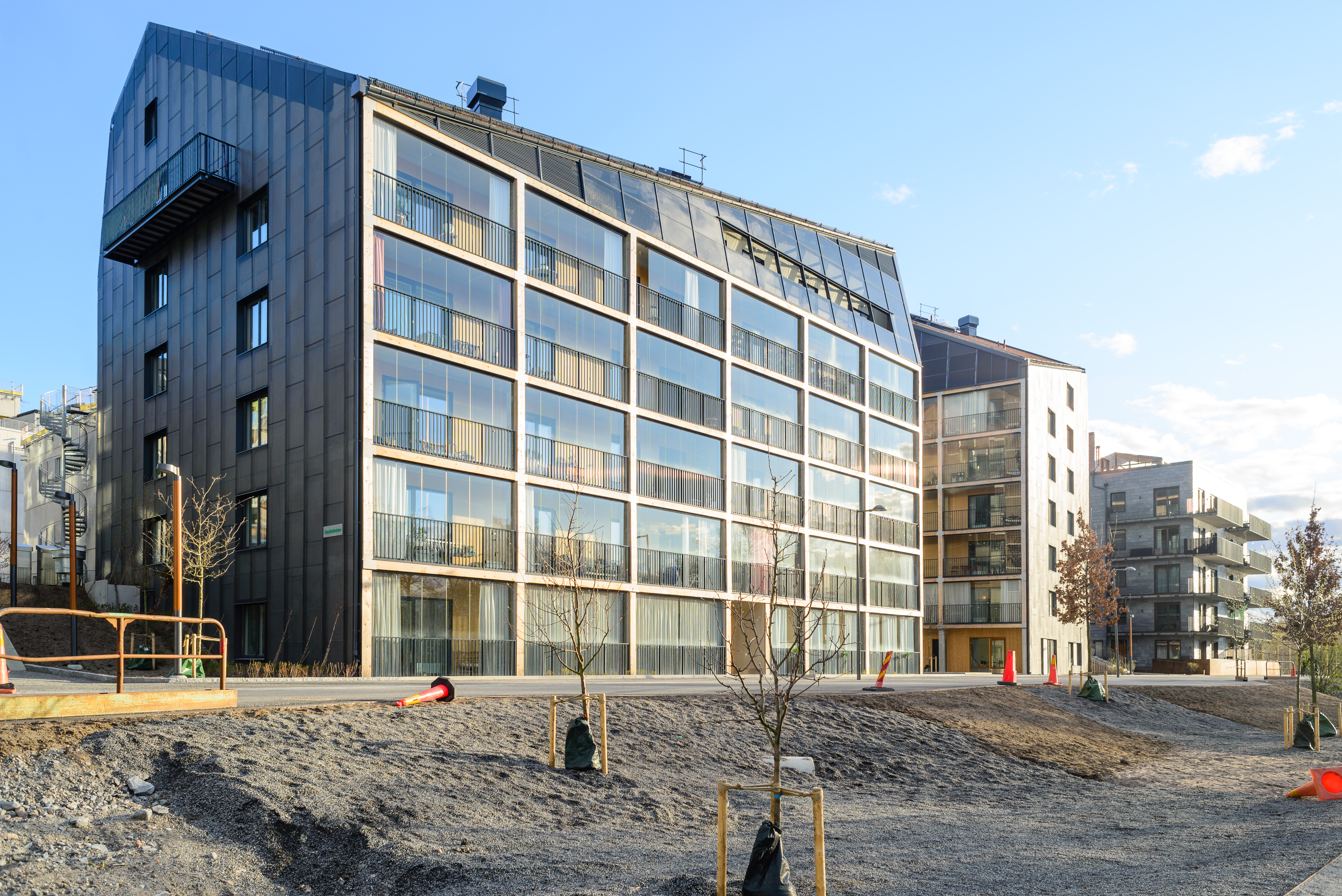
Husen i april 2020.

Stockholmshems plusenergihus är två bostadshus i Norra Djurgårdsstaden som uppfördes för Stockholmshem 2019. Företagets ambition är att byggnaderna ska bli Stockholms första flerfamiljshus som fungerar som plusenergihus vilket innebär att de ska producera mer energi än de förbrukar. Arkitekter för husen var DinellJohansson.

## Bakgrund
Stockholmshem projektförslag vann 2014 Stockholms stads tävling om miljöriktigt byggande och boende i Norra Djurgårdsstaden. Motiveringen var ett mycket genomarbetat förslag präglat av helhetstänk för energieffektivitet, egengenerering av energi, goda boendemiljöer med ett intressant och spännande arkitektoniskt uttryck. Ett bidrag till utveckling och nytänkande i miljö och bostadstänkande.
Husen färdigställdes 2019 och inflyttningen skedde i juni samma år. I husen finns 43 hyreslägenheter i storlek från ett till fyra rum och kök.

## Arkitektur och utformning

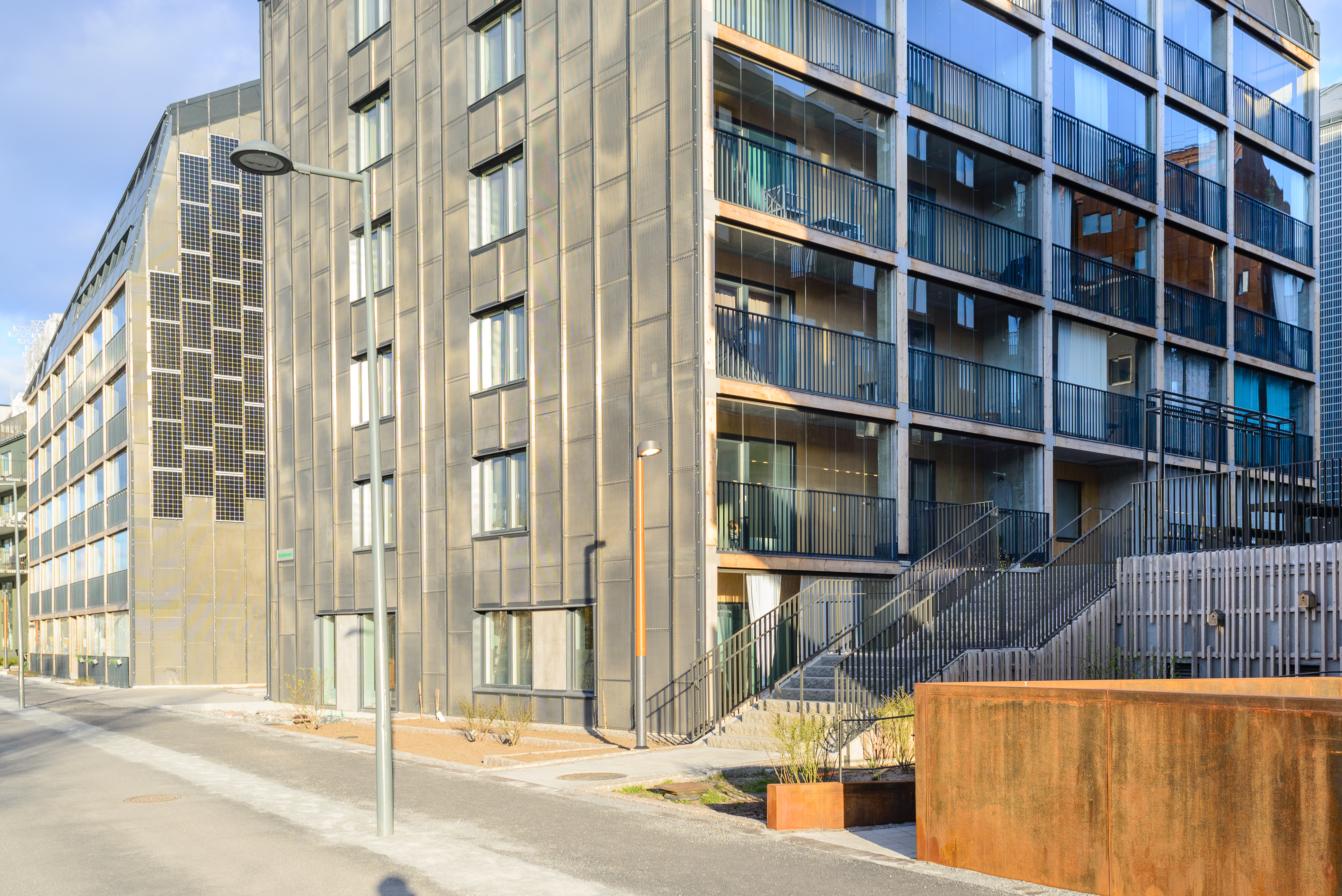
Husen i april 2020. På gavel i bakgrunden syns några av husets solceller.

Husens form är utformade för att vara så energieffektivt som möjligt. Taknockarna är vridna för att ge rakt södervända takytor. Takvinklar på 30 grader är inom det optimala omfånget för solcellerna på taket. Inglasade verandor löper längs alla lägenheter med utgångar från alla rum. Verandorna skapar också en egen klimatzon som bidrar till att minska energianvändningen och ge utökade boendeytor under varmare delar av året.
Lägenheterna har relativt stora fönster, ljusslitsar ovanför rumsdörrarna och ljusa parkettgolv för att bra dagsljusklimat. Lägenheterna har också bland annat snålspolande kranar, dusch istället för badkar, och individuell mätning av varmvattenförbrukning. Det finns också spillvattenvärmeväxlare som återvinner värme från bland annat duschar och avloppsvatten och förvärmer inkommande kallvatten.
Cirka 730 kvadratmeter solceller finns på södervända tak och gavlar vilket beräknas producera 85 000 kwh, lika mycket el som husen använder för värme, varmvatten och fastighetsel. Övriga tak är sedumtak som fördröjer dagvattnets väg via en regnbädd mot Husarviken.

## Nomineringar
Husen nominerades som en av tio finalister till Årets Stockholmsbyggnad 2020 med motiveringen:
| ” | Det är Stockholms första realiserade projekt med så höga klimatambitioner. Det passar väl in på platsen med enkla fina hus. Gestaltningen har fått sin karaktär utifrån sina funktioner genom vinklar på taket för att anpassas till solcellerna. Det innovativa greppet kring den föränderliga fasaden gör att byggnaden kommer att variera över tid. | „ |